# 原口徠
原口 徠（はらぐち きたる、1883年（明治16年）10月29日 - 1936年（昭和11年）4月22日）は、日本の銀行家、華族。

## 来歴・人物
1903年東京高等商業学校（現一橋大学）予科入学。1910年同専攻部卒業、日本勧業銀行入行。1919年男爵を襲爵し、正五位に叙される。1926年叙従四位。1934年日本勧業銀行常務理事。叙正四位。1936年死去。享年54。

## 親族
父は原口兼済。妻は伊東巳代治の娘。